# Џиновски
Џиновски је први студијски албум хрватског панк рок састава Хладно пиво. Објављен је 1993. у издању дискографске куће Кроација рекордс. Албум доноси неке од највећих хитова и најпознатијих песама Хладног пива као што су "Пјевајте нешто љубавно", "Сарма", "Буба швабе" i "Тренинг за умирање".

## О албуму
Најпродаванији је албум овог састава. Током првих годину дана од издавања продат је у 5000 примерака. Осим на ЦД-у објављен је и на аудио касети. Џиновски је такође један од најпродаванијих албума хрватске панк сцене.
Сниман је у новембру 1992. у студију Best Music Дениса Мујаџића. Албум је завршен 29. новембра. Добио је име по узречици тадашњег басисте Тадије Мартиновића, која је у то време била "Ждереш ми џиновског."
Уз већину ауторских песама, на албуму се појавњује и неколико обрада песама страних извођача. Песма "Буба швабе" обрада је песме "Spiders in the Dressing Room" енглеске панк рок групе Тој Долс. Песма "Für immer Punk" (на немачком "заувек панк") обрада је великог хита "Forever Young" немачке групе Алфавил чије је текстове прерадио немачки панк пок састав Die Goldenen Zitronen. Хладно пиво изводи верзију која је готово истоветна њиховој. Песму "Марихуана" такође изводи исти немачки састав. Песма је иначе обрада песме "I Like Marijuana", њујоршког бенда David Peel & the Lower East Side.
Албум је награђен Порином на првој додели ове награде, године 1994, у категорији најбољег албума алтернативног рока.
Реиздање албума из 2004. доноси три додатне песме, "Бунтовник", "Niemals" отпевану на немачком ('niemals', никад, на немачком), те инструментал "Outro".

## Попис песама
1. "Пјевајте нешто љубавно" - 2:10
2. "Марија" - 1:21
3. "Принцеза" - 1:17
4. "А, што даље..." - 2:18
5. "Марихуана" - 1:32
6. "Буба швабе" - 1:54
7. "Сарма" - 3:13
8. "Für immer Punk" - 2:32
9. "Добро вече" – 2:40
10. "Нарцисоидни пси" - 1:51
11. "Маргиналци" - 1:32
12. "Закај се так облачиш" - 2:06
13. "Хероин" - 1:28
14. "Тренинг за умирање" - 3:15
15. "Челичне завјесе" - 1:30
16. "Одјава програма" - 2:22
17. "Бунтовник" – 2:15
18. "Niemals" - 1:34
19. "Outro" - 1:58

## Извођачи
- Миле Кекин - Миле (вокал)
- Зоран Субошић - Зоки (гитара)
- Младен Субошић - Суба (бубњеви)
- Тадија Мартиновић - Теди (бас гитара)